# Gustavo Quinteros
Pour les articles homonymes, voir Quinteros.
Gustavo Quinteros est un footballeur et maintenant entraîneur né le 15 février 1965 à Santa Fe.

## Statistiques détaillées
Mis à jour le 23 août 2012
| Bolivie | 5 novembre 2010 | 3 juillet 2012 | 18 | 2 | 6 | 10 | 11.11 | 33.33 | 55.56 |